# Coupe de France féminine de handball 2022-2023
Navigation
2021-2022 2023-2024
La Coupe de France 2022-2023 est la 30e édition de la Coupe de France féminine de handball, compétition à élimination directe mettant aux prises des clubs de handball amateurs et professionnels affiliés à la Fédération française de handball.
Exceptionnellement, du fait de la pandémie de Covid-19, cette édition (comme la précédente) est réservée aux équipes des deux premières divisions.
Déjà auréolé cette saison d'un nouveau titre de champion de France, le Metz Handball signe un nouveau doublé sur la scène nationale et remporte la 11e Coupe de France de son histoire. Les Messines se sont nettement imposées face 37-24 face au Paris 92.

## Déroulement de la compétition
La compétition, réservée aux équipes premières des clubs évoluant dans les deux premières divisions nationales, se déroule sur sept tours dont la finale à Paris. En cas d'opposition entre un club de D2 et un club de D1, celui de D2 jouera à domicile, quel que soit l’ordre du tirage.
| Tour             | Tirage au sort  | Date des matchs         | Qualifiés | Entrants                                                                             | Participants |
| ---------------- | --------------- | ----------------------- | --------- | ------------------------------------------------------------------------------------ | ------------ |
| 1er tour         | Tirage intégral | 10 et 11 septembre 2022 | -         | 9 clubs de D2 2021-2022 (classés 3e à 11e) + 3 clubs promus de Nationale 1 2021-2022 | 12           |
| 2e tour          | Tirage intégral | 8 et 9 septembre 2022   | 6         | 2 premiers clubs du D2 2021-2022 + 8 clubs de LBE 2021-2022 (classés 7e à 14e)       | 16           |
| 3e tour          | Tirage intégral | -                       | 8         | -                                                                                    | 8            |
| 4e tour          | Tirage intégral | -                       | 4         | -                                                                                    | 4            |
| Quarts de finale | Tirage intégral | -                       | 2         | 6 clubs européens 2021-2022                                                          | 8            |
| Demi-finales     | Tirage intégral | -                       | 4         | -                                                                                    | 4            |
| Finale           | Tirage intégral | -                       | 2         | -                                                                                    | 2            |

## Résultats

### Premier tour
Les 9 clubs de D2 maintenus à l'issue de la saison 2020-2021 (excepté les deux premiers clubs) ainsi que les 3 clubs promus de Nationale 1 2021-2022 débutent la compétition :
| Date                      | Club recevant                    | Score   | Club visiteur                         |
| ------------------------- | -------------------------------- | ------- | ------------------------------------- |
| 10 septembre 2022 à 20h30 | CA Bègles                        | 24 – 28 | Le Havre AC Handball                  |
| 10 septembre 2022 à 20h30 | Sambre Avesnois Handball         | 35 – 28 | ASUL Vaulx-en-Velin                   |
| 10 septembre 2022 à 20h30 | Noisy-le-Grand handball          | 33 – 26 | Toulouse Féminin Handball             |
| 10 septembre 2022 à 20h30 | Saint-Grégoire RMHB              | 20 – 27 | Bouillargues Handball Nîmes Métropole |
| 10 septembre 2022 à 20h30 | Palente Besançon HB              | 32 – 34 | Lomme Lille MH                        |
| 10 septembre 2022 à 20h30 | Achenheim Truchtersheim Handball | 29 – 28 | HB Clermont AM 63                     |

### Deuxième tour
Les six équipes victorieuses du premier tour sont rejointes par les 2 premiers clubs de D2 2021-2022 et les 8 clubs classés de la 7e à la 14e place de LBE 2021-2022.
Tirage au sort dirigé avec le club de D2F qui reçoit en match sec le club qui évolue en championnat Ligue Butagaz Energie saison 2022-2023.
| Date                   | Club recevant                              | Score            | Club visiteur                       |
| ---------------------- | ------------------------------------------ | ---------------- | ----------------------------------- |
| 7 octobre 2022 à 20h00 | Sambre Avesnois Handball (D2)              | 29 – 25          | Saint-Amand Handball (LBE)          |
| 8 octobre 2022 à 20h00 | Le Havre AC Handball (D2)                  | 18 – 30          | JDA Dijon Handball (LBE)            |
| 8 octobre 2022 à 20h30 | Noisy-le-Grand handball (D2)               | 29 – 28          | Bourg-de-Péage Drôme Handball (LBE) |
| 8 octobre 2022 à 20h00 | Bouillargues Handball Nîmes Métropole (D2) | 27 – 38          | Mérignac Handball (LBE)             |
| 8 octobre 2022 à 19h00 | Lomme Lille MH (D2)                        | 27 – 34          | HBC Celles-sur-Belle (LBE)          |
| 7 octobre 2022 à 20h00 | Achenheim Truchtersheim Handball (D2)      | 28 – 25          | Toulon MV HB (LBE)                  |
| 8 octobre 2022 à 20h30 | Stella Saint-Maur Handball (D2)            | 22 – 25          | OGC Nice CA (LBE)                   |
| 7 octobre 2022 à 20h45 | Fleury Loiret Handball (D2)                | 0 (forfait) – 20 | HB Plan-de-Cuques (LBE)             |

### Troisième tour
Tirage au sort intégral sans protection. Le premier tiré reçoit.
| Date                     | Club recevant                | Score   | Club visiteur                 |
| ------------------------ | ---------------------------- | ------- | ----------------------------- |
| 10 décembre 2022 à 18h30 | HBC Celles-sur-Belle (LBE)   | 25 – 26 | JDA Dijon (LBE)               |
| 10 décembre 2022 à 20h30 | Achenheim Truchtersheim (D2) | 30 – 29 | Sambre Avesnois Handball (D2) |
| 10 décembre 2022 à 20h30 | Noisy-le-Grand handball (D2) | 22 – 35 | Mérignac Handball (LBE)       |
| 11 décembre 2022 à 16h00 | OGC Nice CA (LBE)            | 35 – 32 | HB Plan-de-Cuques (LBE)       |

### Quatrième tour
Tirage au sort intégral sans protection. Le premier tiré reçoit.
| Date            | Club recevant                | Score   | Club visiteur     |
| --------------- | ---------------------------- | ------- | ----------------- |
| 6 janvier 20h30 | Achenheim Truchtersheim (D2) | 34 – 37 | OGC Nice CA (LBE) |
| 7 janvier 20h00 | Mérignac Handball (LBE)      | 30 – 27 | JDA Dijon (LBE)   |

## Phase finale

### Quarts de finale
Les deux équipes victorieuses du quatrième tour (OGC Nice CA et Mérignac Handball) sont rejointes par les six équipes ayant pris part à une coupe d'Europe : le Metz Handball et le Brest Bretagne Handball en Ligue des champions et le Paris 92, ES Besançon, les Neptunes de Nantes et le Chambray Touraine Handball en Ligue européenne.
Tirage au sort intégral sans protection. Le premier tiré reçoit.
| 1er février 2023 20h30 | ES Besançon | 27 – 26 | OGC Nice CA | PS Ghani-Yalouz, Besançon |

| 1er février 2023 20h30 | Paris 92 | 22 – 21 | Mérignac Handball | PS Robert-Charpentier, Issy-les-Mlx |

| 1er février 2023 18h00 | Metz Handball | 30 – 23 | Neptunes de Nantes | complexe Saint-Symphorien, Longeville-lès-Metz |

| 1er février 2023 20h00 | Brest Bretagne Handball | 36 – 24 | Chambray Touraine Handball | salle René-Le Bras, Plabennec |

### Demi-finales
Tirage au sort intégral sans protection. Le premier tiré reçoit.
| 1er avril 2023 | Brest Bretagne Handball | 23 – 24 | Metz Handball |  |
| 1er avril 2023 | L'Equipe                |         |               |  |

| 2 avril 2023 | Paris 92 | 30 – 24 | ES Besançon |  |
| 2 avril 2023 | L'Equipe |         |             |  |

### Finale
La finale se déroule le 10 juin 2023 au Palais omnisports de Paris-Bercy (Accor Arena) :
| 10 juin 2023 18h15 | Metz Handball         | 37 – 24   | Paris 92         | Palais omnisports de Paris-Bercy Arbitrage : Pierre Vauchez, Tristan Picard |
| 10 juin 2023 18h15 | Kristina Jørgensen 11 | (18 – 13) | Méline Nocandy 5 | Palais omnisports de Paris-Bercy Arbitrage : Pierre Vauchez, Tristan Picard |
| 10 juin 2023 18h15 | ×4                    | FFHB      | ×1 ×4            | Palais omnisports de Paris-Bercy Arbitrage : Pierre Vauchez, Tristan Picard |

### Autres finales
Conjointement avec cette Coupe de France nationale ont lieu les finales des Coupes de France départementale, régionale et masculine :
| Catégorie             | Date         | Club recevant            | Score   | Club visiteur        |
| --------------------- | ------------ | ------------------------ | ------- | -------------------- |
| Finale départementale | 10 juin 2023 | HBC La Fare              | 17 – 24 | Paris XO HB          |
| Finale régionale      | 10 juin 2023 | Nim'arguerittes HB (N3F) | 24 – 17 | CSA Kremlin-Bicêtre  |
| Finale masculine      | 10 juin 2023 | HBC Nantes               | 39 – 33 | Montpellier Handball |

## Vainqueur
| Vainqueur de la Coupe de France 2022-2023 Metz Handball 11e victoire |

## Nombre d'équipes par division et par tour
| Divisions / Manches     | 1er tour     | 2e tour      | 3e tour      | 4e tour      | Quarts de finale | Demi- finales | Finale |
| ----------------------- | ------------ | ------------ | ------------ | ------------ | ---------------- | ------------- | ------ |
| Clubs LBE européens     | non présents | non présents | non présents | non présents | 6                | 4             | 2      |
| Clubs LBE non-européens | non présents | 8            | 5            | 3            | 2                | 0             | 0      |
| Clubs D2 VAP            | 6            | 7            | 3            | 1            | 0                | 0             | 0      |
| Clubs D2 non-VAP        | 6            | 1            | 0            | 0            | 0                | 0             | 0      |
| Total                   | 12           | 16           | 8            | 4            | 8                | 4             | 2      |